# Шушњари (Лакташи)
Шушњари су насељено мјесто на подручју града Лакташи, Република Српска, БиХ. Према попису становништва из 1991. у насељу је живјело 678 становника.

## Становништво
| Националност       | 1991.        | 1981.        | 1971.        |
| Срби               | 625 (92,18%) | 734 (94,95%) | 610 (97,75%) |
| Југословени        | 18 (2,65%)   | 15 (1,94%)   | 0            |
| Хрвати             | 10 (1,47%)   | 23 (2,97%)   | 13 (2,08%)   |
| Муслимани          | 1 (0,14%)    | 0            | 0            |
| остали и непознато | 24 (3,53%)   | 1 (0,12%)    | 1 (0,16%)    |
| Укупно             | 678          | 773          | 624          |

| Демографија | Демографија | Демографија |
| Година      | Становника  | Становника  |
| ----------- | ----------- | ----------- |
| 1961.       | 645         |             |
| 1971.       | 624         |             |
| 1981.       | 773         |             |
| 1991.       | 684         |             |